# Episodi di Brickleberry (seconda stagione)
La seconda stagione di Brickleberry è andata in onda originariamente negli Stati Uniti dal 3 settembre al 26 novembre 2013 su Comedy Central.
In Italia viene trasmessa per la prima volta dal 27 dicembre 2013 al 6 gennaio 2014 su Fox Animation. Gli ultimi 4 episodi vennero lasciati inediti a causa dell'interruzione di Fox Animation, ma vennero poi trasmessi in seguito alla riproposizione integrale della serie su Fox a partire dal 29 giugno 2014.

## Episodi
| N° | Codice di produzione | Titolo originale        | Titolo italiano      | Prima TV USA      | Prima TV Italia  |
| -- | -------------------- | ----------------------- | -------------------- | ----------------- | ---------------- |
| 1  | 2RAG01               | Miracle Lake            | Il lago dei miracoli | 3 settembre 2013  | 27 dicembre 2013 |
| 2  | 2RAG03               | The Comeback            | A volte ritornano    | 10 settembre 2013 | 28 dicembre 2013 |
| 3  | 2RAG05               | Woody's Girl            | La ragazza di Woody  | 17 settembre 2013 | 30 dicembre 2013 |
| 4  | 2RAG04               | Trailer Park            | Invasione nel parco  | 24 settembre 2013 | 31 dicembre 2013 |
| 5  | 2RAG02               | Crippleberry            | La frode             | 1º ottobre 2013   | 1º gennaio 2014  |
| 6  | 2RAG08               | Ranger Games            | Giochi da ranger     | 8 ottobre 2013    | 2 gennaio 2014   |
| 7  | 2RAG06               | My Way or the Highway   | Woody governatore    | 15 ottobre 2013   | 3 gennaio 2014   |
| 8  | 2RAG07               | Little Boy Malloy       | Il piccolo Malloy    | 22 ottobre 2013   | 4 gennaio 2014   |
| 9  | 2RAG09               | The Animals Strike Back | Guerra animale       | 29 ottobre 2013   | 6 gennaio 2014   |
| 10 | 2RAG10               | Scared Straight         | Malloy capo gang     | 5 novembre 2013   | 29 giugno 2014   |
| 11 | 2RAG13               | Trip to Mars            | Viaggio su Marte     | 12 novembre 2013  | 6 luglio 2014    |
| 12 | 2RAG11               | My Favorite Bear        | L'orsetto del cuore  | 19 novembre 2013  | 13 luglio 2014   |
| 13 | 2RAG12               | Aparkalypse             | ParcoApocalisse      | 26 novembre 2013  | 20 luglio 2014   |

## Il lago dei miracoli
- Sceneggiatura: Roger Black e Waco O'Guin
- Regia: Brian LoSchiavo
- Messa in onda originale: 3 settembre 2013
- Messa in onda italiana: 27 dicembre 2013

Woody scopre accidentalmente che il lago di Brickleberry ha il miracoloso potere di guarire ogni tipo di malattia o di ferita. Fiutando il potenziale tornaconto economico, finge di diventare un predicatore evangelista e, con l'aiuto di Malloy, raduna ogni genere di malato. Vedendo coi propri occhi il potere guaritore del lago, i malati inondando di soldi Woody pur di potersi immergere nelle miracolose acque, fin quando un giorno il potere del lago sembra esser svanito, costringendo Woody alla fuga dalle ire degli infermi. In seguito, Woody e Malloy incontrano il Dr. Kuzniak e comprendono le assurde origini degli effetti curativi del lago.
Nel frattempo, Ethel e Denzel vengono costretti da Woody ad accompagnare Malloy sulla neve e, una volta giunti in montagna, i due cadono in un crepaccio. Lì trovano congelata una donna dell'età della pietra e Denzel la scongela per farci del sesso e stabilire un nuovo record di gerontofilia. Tuttavia, le sue azioni avranno delle conseguenze impreviste...

## A volte ritornano
- Sceneggiatura: Rocky Russo e Jeremy Sosenko
- Regia: Zac Moncrief
- Messa in onda originale: 10 settembre 2013
- Messa in onda italiana: 28 dicembre 2013

Malloy scopre casualmente che, in passato, Woody era famoso nel mondo della pornografia col nome di Rex Erection. L'anziano capo ranger spiega quindi di esser stato costretto a ritirarsi dal mondo del porno a causa di una disfunzione erettile (probabilmente causata dagli eccessi di droga ed alcool a cui si era abbandonato all'epoca). Malloy e Woody vanno ad una convention di attori porno e l'uomo si rende conto del fatto che una nuova pornostar, Duke Dick, ha rubato tutte le mosse e le battute che lo avevano reso celebre, accettando di tornare in attività solo per dimostrare al giovane di essere ancora il numero uno. Malloy, che afferma di aver sempre avuto il sogno di diventare un regista di film a luci rosse, si propone di dirigere il nuovo film di Rex Erection, diventando cocainomane e scrivendo improbabili trame per le scene da girare. Woody scopre di esser affetto da una cistite che gli impedirebbe di recitare ruoli hard ma, quando Malloy intende rimpiazzarlo proprio coll'odiato Duke, decide di rischiare il tutto per tutto.
Parallelamente, Steve racconta a Denzel che la sua infanzia è stata rovinata da un misterioso fantasma che adesso sembra essere tornato a perseguitarlo, chiedendo così l'aiuto dell'amico per potersi vendicare una volta per tutte...
La puntata si rifà in alcuni tratti a The Wrestler, film del 2008 diretto da Darren Aronofsky, e interpretato da Mickey Rourke.
Inoltre, la carriera di Woody come pornodivo è una parodia della vita di John Holmes (i tipici baffi, la popolarità, i problemi di alcolismo e droga che ne minarono le capacità sessuali...)

## La ragazza di Woody
- Sceneggiatura: Roger Black e Waco O'Guin
- Regia: Ira Sherak
- Messa in onda originale: 17 settembre 2013
- Messa in onda italiana: 30 dicembre 2013

A causa delle continue liti tra i ranger di Bricklebarry, Woody subisce un principio di ictus ed il dott. Kuzniak gli prescrive riposo ed una vita più rilassata. Ethel assume le redini del parco per dimostrare di poter essere più efficiente di Woody senza accumulare alcuno stress. Woody si iscrive ad un corso di yoga e si innamora dell'istruttrice, un'avvenente giovane ragazza dall'apparenza innocua ma dalla personalità violenta. Malloy scopre che la donna fa parte di una setta che istiga gli adepti al suicidio e sta progettando la morte di Woody. Nonostante gli avvertimenti dell'orsetto, Woody non vuol sentire ragioni e continua la sua relazione con l'istruttrice. Nel frattempo, Ethel si rende conto di quanto sia difficile dirigere i suoi indisciplinati colleghi ed inizia a trasformarsi anche lei in un capo sovrappeso e scontroso.

## Invasione nel parco
- Sceneggiatura: Michael Rowe
- Regia: Brian LoSchiavo
- Messa in onda originale: 24 settembre 2013
- Messa in onda italiana: 31 dicembre 2013

Si avvicina l'elezione del miglior parco dell'anno ed Ethel è decisa più che mai a vincere per poter finalmente avere una foto decente sulla copertina di un famoso giornale locale. Woody vuole invece la vittoria per soffiarla all'odiato parco di Yellowstone, che da anni si aggiudica quel titolo. I ranger si adoperano al meglio delle loro capacità per ricevere l'ispettore che dovrà giudicare Brickleberry, ma il loro lavoro viene vanificato dalla solita condotta bislacca di Bobby Possumcods. Woody ordina a Denzel di intrattenere con ogni mezzo l'ispettore del concorso mentre lui e gli altri rimetteranno ordine nel parco. Quando Woody si accinge ad espellere Bobby dal parco, Steve trova accidentalmente un documento sulla roulotte dell'uomo ove si attesta che Brickleberry è in realtà di proprietà proprio di Bobby. Quest'ultimo caccia i ranger dal parco e crea una sorta di grande deposito di roulotte per zoticoni, gestito da lui stesso e dal fido BoDean. Mentre Woody e gli altri cercano un modo per vendicarsi di Bobby, Denzel ha ormai rapito il povero ispettore del concorso e continua a trascinarlo in luoghi assurdi, tramortendolo più volte con dei colpi in testa. Woody decide di far infiltrare Steve tra i bifolchi del parco per eliminare fisicamente Bobby, ma ovviamente l'imbranato ranger manderà tutto all'aria... Alla fine, resosi conto delle difficoltà di gestire il parco, Bobby decide di restituire Brickleberry ai ranger, ai quali non resta che trovare un modo per far sgomberare l'area dalle roulotte...

## La frode
- Sceneggiatura: Michael Rowe
- Regia: Sueng Cha
- Messa in onda originale: 1º ottobre 2013
- Messa in onda italiana: 1º gennaio 2014

In occasione del carnevale, Woody decide di realizzare a Brickleberry una sorta di luna park, affidandolo, ovviamente per risparmiare sui costi, a zoticoni e loschi individui. Salendo su una improbabile giostra, Steve cade e si ferisce gravemente, tanto da restare paralizzato dal collo in giù. Mentre Denzel decide di sfruttare la disabilità dell'amico per suscitare pietà negli altri e farsi perdonare ogni genere di condotta, Woody è infuriato perché ritiene che Steve stia solo fingendo di essere infortunato. Inoltre, l'uomo accusa Malloy di sperperare il denaro che gli passa e gli intima di trovarsi un lavoro. L'orso, per vendicarsi, decide di diventare l'avvocato difensore di Steve e fa causa a Woody per una cifra astronomica come risarcimento per i danni subiti dal suo assistito. Nel frattempo, Connie ha preso con sé alcuni fenomeni da baraccone incontrati in un carrozzone del luna park. Gli esseri si riveleranno ben presto incivili e cercheranno addirittura di divorarla.
Con l'avanzamento della causa legale intentatagli da Malloy, Woody è deciso a fare qualsiasi cosa per dimostrare che Steve sta solo fingendo di essere paralitico, arrendendosi solo quando si rende conto che Steve non si muove per sfuggire ad una rovinosa caduta da un burrone, senza accorgersi che il contraccolpo fa inaspettatamente guarire il ranger. Ovviamente, Malloy non ha alcuna intenzione di perdere la sua causa contro Woody...

## Giochi da ranger
- Sceneggiatura: Eric Rogers
- Regia: Sueng Cha
- Messa in onda originale: 8 ottobre 2013
- Messa in onda italiana: 2 gennaio 2014

Woody annuncia ai ranger che la squadra di Brickleberry è stata riammessa alla partecipazione dei giochi annuali riservati ai guardaboschi dei parchi naturali d'America dopo circa trent'anni di assenza. Il parco era stato bandito dai giochi a partire dal 1982, a causa di una reazione sconsiderata dello stesso capo ranger al verdetto dei giudici di quell'anno, colpevoli di non averlo fatto vincere. Denzel sceglie come sport il pattinaggio, affidandosi ad un anziano ex campione della disciplina, Connie si cimenterà nel lancio del tronco ed Ethel nella corsa. Steve è convinto di poter gareggiare nell'ex disciplina di Woody, ovvero la ginnastica dei boschi, ma il capo ranger assume apposta per la competizione un campione svizzero. La decisione non va affatto giù a Steve che, deciso a far ricredere Woody, inizia ad abusare di steroidi.
Intanto, Malloy inizia a prendersi cura di un senzatetto di nome Hobo Larry al solo scopo di dimostrare a Woody la sua capacità di prendersi cura di cuccioli, dopo aver causato la morte di tutti quelli che l'uomo gli aveva affidato in passato...

## Woody governatore
- Sceneggiatura: Rocky Russo e Jeremy Sosenko
- Regia: Susie Dietter
- Messa in onda originale: 15 ottobre 2013
- Messa in onda italiana: 3 gennaio 2014

Ethel invita la governatrice dello Stato a Brickleberry per tenere un discorso in vista delle prossime elezioni, ma Woody sale sul palco ed ostenta il proprio maschilismo e sessismo. Come conseguenza, la donna fa costruire un'autostrada dentro il parco, rendendo impossibile la vita dei ranger. Woody è intenzionato a chiedere scusa solo per ripristinare il parco, ma finisce col fare infuriare ancora di più la governatrice, così decide di candidarsi lui stesso a governatore. Per boicottare la sicura riconferma della donna, Woody istiga Denzel a fare sesso con la donna per farne un sex tape e creare uno scandalo. Malloy, che ha organizzato la campagna elettorale di Woody, si indispettisce quando l'uomo, ormai sicuro vincente delle elezioni, gli dice di non volerlo portare con sé nella residenza del governatore per non rovinare la propria immagine. Decide quindi di attirare sulla figura del governatore le ire di una bizzarra milizia di cui fanno parte, ovviamente, Bobby, BoDean, Connie e Jorge...

## Il piccolo Malloy
- Sceneggiatura: Michael Rowe
- Regia: Brian LoSchiavo
- Messa in onda originale: 22 ottobre 2013
- Messa in onda italiana: 4 gennaio 2014

Steve incontra per caso Stephanie, insegnante della locale scuola elementare che è praticamente la sua sosia. Tra i due nasce una forte attrazione.
Ethel viene a sapere che sua sorella, donna di successo e pienamente realizzatasi, ha deciso di passare dal parco per incontrarla. Vergognandosi della propria situazione di single, inventa di essere sposata e di avere anche un bambino. Rapisce Malloy e lo acconcia in modo tale da farlo sembrare umano e trova inaspettatamente in Connie una grande complicità: la ranger si travesta da uomo e si fa chiamare Conner. In realtà è solo un modo per Connie di avvicinarsi ad Ethel. Costretto ad andare a scuola, Malloy sembra vittima di bullismo da parte di un ragazzino particolarmente popolare, così decide di prestarsi al gioco di Ethel per potersi vendicare del ragazzino e portare via al bulletto amici e fidanzatina. Malloy diventa quindi protagonista di una recita scolastica in cui Ethel finirà suo malgrado smascherata...

## Guerra animale
- Sceneggiatura: Rocky Russo e Jeremy Sosenko
- Regia: Paul Lee
- Messa in onda originale: 29 ottobre 2013
- Messa in onda italiana: 6 gennaio 2014

È il 22 aprile e, come ogni anno, ricorre l'anniversario della morte dei genitori di Malloy. La data e le dinamiche dell'episodio sono note soltanto a Woody ed a Steve, che è dilaniato dal rimorso perché in verità ha ucciso proprio lui i genitori dell'orsetto. Per cercare di rimediare senza rivelare la vicenda, Steve ogni 22 aprile si mostra stranamente gentile con Malloy che ormai, vivendo a casa di Woody, si è totalmente umanizzato. La mascotte del parco viene rapita dagli animali dei dintorni, il cui leader è un anziano alce di nome Nazir che vorrebbe spingere Malloy a vivere come gli orsi comuni, cibandosi di larve e resti di altri animali. Nazir nutre un profondo astio verso i ranger e rivela a Malloy che è stato proprio un ranger a uccidere i suoi genitori. Malloy accetta quindi di fare da tramite agli animali del parco per presentare a Woody una serie di richieste e pretende di sapere chi tra i ranger ha ucciso la sua famiglia. Naturalmente, Woody non è disposto ad accettare le richieste degli animali e ordina a Denzel e Ethel di trovare dei nuovi animali per popolare il parco. Malloy scopre che è stato Steve a uccidere i suoi genitori e viene istigato da Nazir e dagli altri animali a uccidere l'uomo oppure a finire sbranato da loro. L'orso si rende conto che la sua vita da umano gli è troppo cara e non intende vivere come un comune animale del parco. Nazir e gli altri animali iniziano quindi a inseguire Malloy, Steve e Connie con l'intento di sbranarli...

## Malloy capo gang
- Sceneggiatura: Greg White
- Regia: Ira Sherak
- Messa in onda originale: 5 novembre 2013
- Messa in onda italiana: 29 giugno 2014

Malloy è capriccioso ed aggressivo, finendo in continuazione nei guai anche perché Woody non riesce ad essere severo nei suoi confronti. All'ennesima bravata, Woody decide di responsabilizzare l'orso facendolo incontrare con Denzel ed alcuni amici di quest'ultimo con cui formava una gang di Detroit. Tuttavia, invece di essere spaventato dai racconti della vecchia gang, Malloy finisce col trascinare nelle sue imprese anche Denzel ed i suoi, finendo tutti col farsi arrestare. Gli amici di Denzel pagano la cauzione, mentre Denzel stesso e Malloy restano in prigione. Il primo finisce in cella con un nerboruto omosessuale che si innamora di lui, Malloy diventa capo gang di una banda di delinquenti conosciuti in cella. Woody decide di organizzare un'evasione, ma si affida imprudentemente all'aiuto di Jim Petardo, Bobby e BoDean...

## Viaggio su Marte
- Sceneggiatura: Josh Weinstein
- Regia: Sueng Cha
- Messa in onda originale: 12 novembre 2013
- Messa in onda italiana: 6 luglio 2014

Brickleberry è al centro di un nuovo progetto spaziale della NASA - un atterraggio su Marte - di cui è a capo il dottor Kurt Thoreau. Quest'ultimo rivela ben presto quel progetto, come tutti i precedenti viaggi spaziali, è solo una finzione cinematografica ordita dal governo. Steve viene incaricato da Woody di convincere i nativi americani a lasciare la loro terra per agevolare il progetto spaziale, ma questi stordiscono il ranger con una bevanda. Fuori di sé, Steve inizia a vagare per strada e finisce col denudarsi e coprirsi di fango, rendendosi irriconoscibile. In quello stato, irrompe involontariamente sul set della messinscena spaziale e viene scambiato per alieno. La NASA cercherà di sfruttare a proprio vantaggio l'imprevisto.
Nel frattempo Malloy si metta a capo dei nativi americani, rimasti senza terra, e rivendica a loro nome il vicino centro commerciale, arrivando ad assediarlo.

## L'orsetto del cuore
- Sceneggiatura: Kevin Jakubowski
- Regia: Spencer Laudiero
- Messa in onda originale: 19 novembre 2013
- Messa in onda italiana: 13 luglio 2014

L'orso Flamey è in arrivo a Brickleberry per tenere un importante discorso sulla prevenzione degli incendi. La celebre mascotte è anche un eroe d'infanzia di Steve, che si proporrà per fargli da accompagnatore durante la sua permanenza al parco. L'uomo però, che indossa quasi perennemente il suo costume da orso, si rivelerà essere un soggetto immorale e perverso, oltre che alcolizzato e consumatore abituale di ogni tipo di droga. Nonostante Woody ordini a Steve di tenere Flamey lontano dall'alcool, quest'ultimo approfitterà della venerazione del ranger per ottenere tutto quel che vuole.
Intanto Malloy viene preso in giro da Woody perché, nonostante sia un orso, non è in grado di pescare, così architetterà una feroce vendetta ai danni del capo ranger...
Flamey è in parte una parodia di Dart Fener.

## ParcoApocalisse
- Sceneggiatura: Lew Morton
- Regia: Brian LoSchiavo
- Messa in onda originale: 26 novembre 2013
- Messa in onda italiana: 20 luglio 2014

Connie decide di fare da madre surrogato per una coppia gay, la quale però muore in un incidente stradale. La ranger decide di tenere con sé il bambino, ma Denzel si convince, a causa di strani fenomeni naturali improvvisi, che il feto sia in realtà l'anticristo. Intanto, Woody e gli altri scoprono che il monte Brickleberry è in realtà un vulcano e che, oltretutto, è in procinto di eruttare. Il capo ranger decide quindi di collaudare un riparo anti-lava costruito da Bobby e BoDean, ma finiscono tutti intrappolati nel luogo insieme a Malloy.
Intanto, anche Steve ed Ethel si convincono che il figlio di Connie sia il diavolo, così allontanano la ranger dal piccolo e, assieme ad un vecchio pastore evangelista, un prete ed al dott. Kuzniak, tentano un improbabile esorcismo.
L'episodio cita, in alcune scene, L'esorcista di William Friedkin.